# Miconia paleacea
Miconia paleacea är en tvåhjärtbladig växtart som beskrevs av Célestin Alfred Cogniaux. Miconia paleacea ingår i släktet Miconia och familjen Melastomataceae.
Artens utbredningsområde är Costa Rica. Inga underarter finns listade i Catalogue of Life.